# Alloteuthis africana
Alloteuthis africana is een inktvissensoort uit de familie van de Loliginidae. De wetenschappelijke naam van de soort werd voor het eerst geldig gepubliceerd in 1950 door Adam.